# Канахт-...
Канахт-… (1-а пол. I ст. до н. е.) — цар (коре) Куша.

## Життєпис
Відомий лише з його піраміди N20 у Мерое. Ця будівля стилістично датована І ст. до н. е. й розташована поруч з пірамідою царя Накрінсана. Тому Канахт-… вважається спадкоємцем останнього. Відповідно посів трон приблизно у 80-х роках до н. е.
Разом з тим невідоме його тронне й особисте ім'я, а лише частина горового імені. Канахт перекладається як «могутній (сильний) бик». Разом з тим у царів Куша з часів Адіхаламані не виявлено застосування горового імені. Припускають, що він продовжив традицію відновлення застосування давньоєгипетських імен та титулатур, яке розпочав Накрінсан, що був його братом або батьком.
Це, ймовірно, було пов'язано з ослабленням на той час Держави Птолемеїв у Єгипті та відродженні відповідно амбіцій Куша на володіння Єгиптом чи його часткою.
Точна дата смерті невідома, але ймовірно це сталося до 50 року до н. е. також відсутні відомості про наступника, лише з 29 року до н. е. відомо про царя Акракамані.